# (39441) 2293 T-3
2293 T-3 (asteroide 39441) é um asteroide da cintura principal. Possui uma excentricidade de 0.07041030 e uma inclinação de 11.84386º.
Este asteroide foi descoberto no dia 16 de outubro de 1977 por Cornelis Johannes van Houten e Ingrid van Houten-Groeneveld e Tom Gehrels em Palomar.